# Matnog

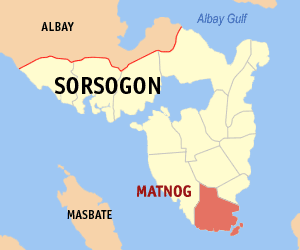
Bản đồ Sorsogon với vị trí của Matnog

Matnog là một đô thị hạng 4 ở tỉnh Sorsogon, Philippines. Đô thị này nằm ở mũi cực nam của đảo Luzon.
Theo điều tra dân số năm 2015, đô thị này có dân số 41.101 người trong.

## Barangay
Matnog được chia thành 40 barangay.
| - Balocawe - Banogao - Banuangdaan - Bariis - Bolo - Bon-Ot Big - Bon-Ot Small - Cabagahan - Calayuan - Calintaan - Caloocan (Pob.) - Calpi - Camachiles (Pob.) - Camcaman (Pob.) | - Coron-coron - Culasi - Gadgaron - Genablan Occidental - Genablan Oriental - Hidhid - Laboy - Lajong - Mambajog - Manjumlad - Manurabi - Naburacan - Paghuliran | - Pangi - Pawa - Poropandan - Santa Isabel - Sinalmacan - Sinang-Atan - Sinibaran - Sisigon - Sua - Sulangan - Tablac (Pob.) - Tabunan (Pob.) - Tugas |